# Réacteur dorsal

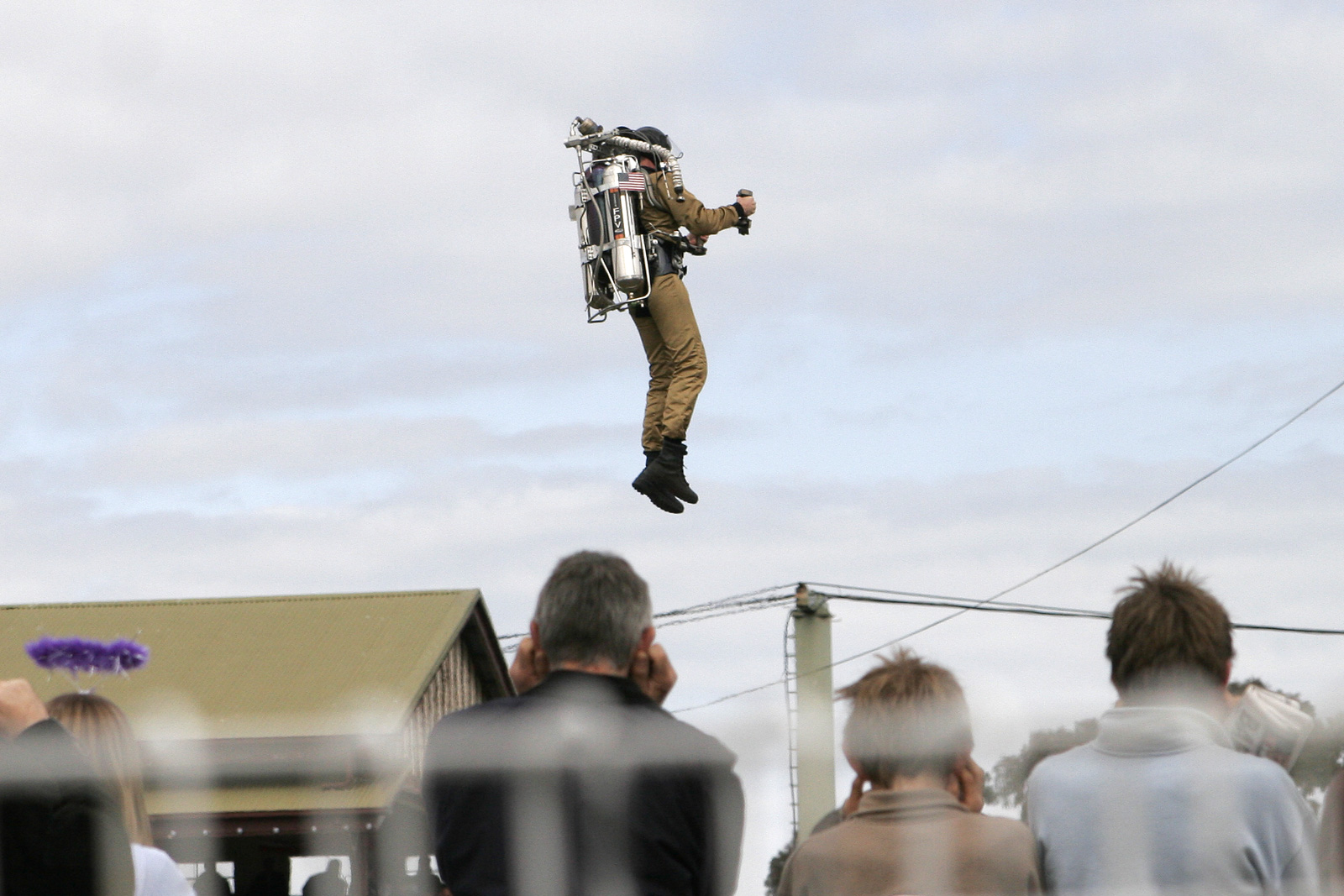
Homme fusée (2005).

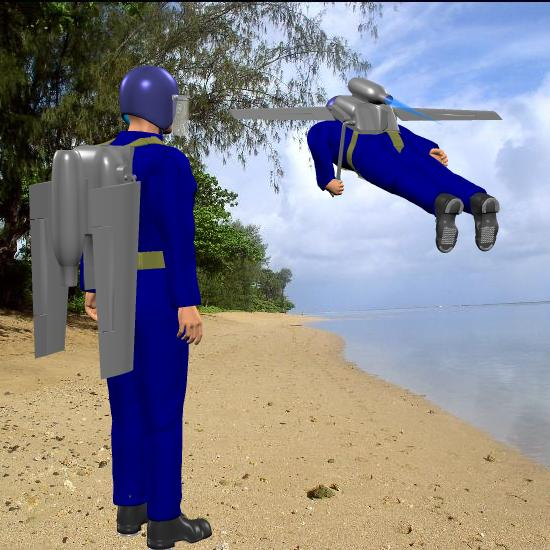
Vue d'artiste d'un jetpack doté d'ailes.

Un réacteur dorsal (en anglais : jet pack) est un équipement portable permettant à son utilisateur de décoller, de se propulser et d'atterrir de façon autonome.
Les premiers prototypes apparaissent vers la fin des années 1950. Le roumain Justin Capră (en) (1933-2015) met ainsi au point en 1956 un « sac à dos volant » (en roumain, « rucsac zburator »), qui sert de base au modèle conçu par les laboratoires Bell en 1962, utilisé plus tard par les astronautes pour se déplacer sur de courtes distances dans l'espace, ou encore le chanteur Michael Jackson pour arriver ou quitter la scène lors de certains concerts[réf. nécessaire].
Il existe aujourd'hui différents types d'appareils, tels que le rocketbelt ou le jetbelt.

## Fonctionnement
Le réacteur dorsal est semblable à un sac à dos et propulse celui qui en est muni dans les airs par une réaction chimique (une réduction). Du peroxyde d'hydrogène, c'est-à-dire de l'eau oxygénée, concentrée à 90 % est envoyée sous pression dans une chambre de réaction où elle se diffuse sur un catalyseur (grille en fil d'argent), dégageant instantanément un important volume de gaz chaud composé de vapeur d'eau et d'oxygène à 10 % qui s'évacue à grande vitesse dans les tuyères et fournit ainsi la poussée, un litre d'eau oxygénée fournissant 1 700 litres de vapeur.

## Utilisation
Le réacteur dorsal est peu utilisé à l'heure actuelle, car il ne présente qu'une autonomie limitée (environ trente secondes) en raison d'une part de son importante consommation et d'autre part de la difficulté de stockage de son propergol.

## Entreprise

### Zapata Industries
Le Flyboard Air est un type de réacteur dorsal (jetpack) ou d'hoverboard propulsé par des turbines à gaz inventé par le Français Franky Zapata en 2011 et développé par l'entreprise Zapata Industries.
L'appareil peut voler jusqu'à 190 km/h avec une autonomie d'environ 10 min (ce qui correspond à environ 31 km).
Franky Zapata a participé au défilé militaire du 14 Juillet 2019 à bord de son invention, et a fait sensation. En août de la même année, il traverse la Manche, avec une escale, à la deuxième tentative.

### Réacteur dorsal aquatique (floridienne)

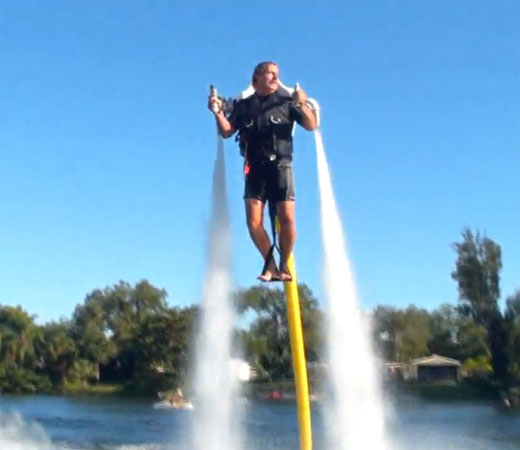
Jetlev (floridienne).

Depuis janvier 2009, une société française, Pearl Watersports, associée à une société allemande, Ms Watersports et à une société américaine, Jetlev In., a développé et commercialisé un réacteur dorsal fonctionnant à l'eau, le Jetlev, permettant aux utilisateurs de voler jusqu'à 10 m de haut et voler à 40 km/h durant 2 heures. L'eau est aspirée du plan d'eau au-dessus duquel on évolue.

### Réacteur dorsal à turbines
Dans les années 2010, la société Martin Aircraft avait conçu un prototype de jetpack à turbines à destination des services de secours. Celui-ci était propulsé par un moteur à explosion de près de 200 ch. L'appareil d'un poids de 48 kg donne un rapport poids/puissance de 4,3 ch/kg et lui permet voler à 100 km/h. Son réservoir de 40 L lui permet un rayon d'action théorique de 20 km et une autonomie de 30 min.

## Dans la culture
Le réacteur dorsal a été popularisé auprès du grand public au travers de livres, films, séries et jeux, parmi lesquels :

### Littérature
- Nicolas-Pan d'Anne-Éric Beauchamps (Bibliothèque verte)
- The Rocketeer
- Adam Strange
- Atomic Robo (en)

### Cinéma
- King of the Rocket Men (1949)
- Opération Tonnerre (1965)
- Star Wars (1977)
- Les Aventures de Rocketeer (1991)
- Minority Report (2002)
- Kick-Ass (2010)
- À la poursuite de demain (2015)

### Télévision
- Perdus dans l'espace (1965-68)
- L'Homme qui tombe à pic (1981-86)
- L'Agence tous risques (1983-87)

### Jeux vidéo
- Battlefield 1942 : Arsenal secret
- Bons Baisers de Russie
- Call of Duty: Advanced Warfare
- Call of Duty: Black Ops III
- Club Penguin
- Crash Bandicoot 2: Cortex Strikes Back
- Duke Nukem 3D
- Fortnite
- Front Mission: Gun Hazard
- Grand Theft Auto: San Andreas*
- Grand Theft Auto Online
- Halo 4
- Halo: Reach
- Jetpac (1983)
- Jetpack Joyride
- Little Big Adventure 2
- Overwatch
- Planetside 2
- Pilotwings (Super Nintendo)
- Pilotwings Resort
- Ratchet and Clank
- Rocket Ranger
- Star Wars: Battlefront
- Streets of Rage 2
- Super Mario Sunshine
- Titanfall
- Tremulous
- Tribes: Ascend
- Wolfenstein
- Worms Armageddon
- Kerbal Space Program